# Remi Masunaga
 (mai 2013).
Si vous disposez d'ouvrages ou d'articles de référence ou si vous connaissez des sites web de qualité traitant du thème abordé ici, merci de compléter l'article en donnant les références utiles à sa vérifiabilité et en les liant à la section « Notes et références ».
Remi Masunaga (née à Tokyo) est une pianiste japonaise, établie en France.

## Biographie
Après des études au Conservatoire national supérieur de musique de Paris, elle se produit aujourd’hui tant en France qu’à l’étranger, en soliste ou dans des œuvres de musique de chambre. Invitée dans de nombreux festivals en Europe et au Japon, elle est titulaire d’un Diplôme de formation supérieure et de six prix du Conservatoire : piano, musique de chambre, harmonie, écriture XXe siècle, contrepoint et orchestration.
C’est auprès de Jacques Rouvier à Marseille, puis de Théodore Paraskivesco et de Laurent Cabasso au CNSM de Paris que la pianiste, originaire de Tokyo, se forme à son arrivée en France. Elle reçoit également les conseils, entre autres, de György Sándor, Vladimir Kraïnev, Ramzi Yassa.
Primée dans des concours internationaux prestigieux, Concours Olivier-Messiaen à Paris, Mozart à Salzbourg, Maria Canals à Barcelone, etc., Remi Masunaga joue pour France 3, Mezzo ou RTVE, la télévision espagnole. Depuis 2002, elle signe une dizaine d’enregistrements chez STIL et Bayard Musique.  Titulaire du CA, elle poursuit également une carrière d'enseignante.

## Récompenses
- Lauréate du Prix du concours Olivier-Messiaen de Paris.
- Lauréate du Prix du concours Mozart de Salzbourg.
- Lauréate du Prix concours Maria Canals de Barcelone.

## Discographie
- Beethoven : Sept variations sur la flûte enchantée de Mozart ; Fauré : Élégie, Les Berceaux, Après un rêve ; De Falla : Cinq chansons populaires espagnoles, STIL éditions, Piano (2002)
- Gaspard Cassado (avec Pablo de Naveràn, violoncelle) STIL éditions (2002)
- Mozart, « Petits câlins avec Mozart » - Variations sur le thème Ah vous dirais-je maman, Bayard Musique (2002)
- Liszt, Rêve d'amour in « La magie des plus beaux adagios » (vol.2) Bayard Musique (2003)
- Mozart, Brahms, Schumann, Massenet in « Berceuses classiques » Bayard Musique (2003)
- Bach : Concerto italien BWV 971 ; Beethoven : Scherzo de la sonate no 18 op 31-3 ; Rachmaninov : Études-Tableaux op.39 no 1 in « Magie du piano » Bayard Musique (2003)
- Debussy, Deux arabesques, Rêverie, Danse, Pagodes, Reflets dans l'eau, Hommage à Rameau, Mouvement, Voiles, Les sons et les parfums tournent dans l'air du soir STIL éditions (2003)
- Chopin, 24 Préludes ; Liszt Cinq pièces Autoproduction (2007)
- Bach, Variations Goldberg BWV 988 Bayard Musique (2011)